# راپوتین
راپوتین (به چکی: Rapotín) یک منطقهٔ مسکونی در جمهوری چک است که در ناحیه شومپرک واقع شده‌است. راپوتین ۳٬۱۲۹ نفر جمعیت دارد.